# Partisane
Eine Partisane ist eine Stoßwaffe und zählt zu den Stangenwaffen. Sie war vom 15. bis zum 18. Jahrhundert in Verwendung.

## Herkunft
Die Partisane ist erstmals im 15. Jahrhundert in Italien nachzuweisen. Die italienische Bezeichnung partigiana leitet sich von partigiano ab (Partisan, eigentlich „Parteigänger“). Eine andere ist die Ableitung vom italienischen pertugiare, was durchbohren bedeutet.
Waffentechnisch hat sich die Partisane vermutlich aus der Ochsenzunge oder der Saufeder (Knebelspieß) bzw. der Flügellanze entwickelt. Seit dem zweiten Viertel des 16. Jahrhunderts wurde die Partisane allmählich zur Parade- und Gardewaffe, um 1600 kam sie auch als Offizierswaffe in Gebrauch. Als solche blieb sie in Form der Sponton-Partisane teilweise noch bis Anfang des 19. Jahrhunderts in Verwendung.

## Beschreibung
Die Partisane ist ca. 2,1 – 2,8 m lang, davon entfallen ca. 0,6 – 0,8 m auf den Aufsatz, der aus dem Klingenblatt und Tülle besteht. Der Schaft besteht aus einem stabilen Holz und trägt den aus einem Stück geschmiedeten Aufsatz. Der Aufsatz besteht aus einer breiten, symmetrischen, doppelschneidigen, spitz zulaufenden Mittelklinge sowie zwei gebogenen Seitenklingen, den Ohren. Die Seitenklingen sind weniger wuchtig als die Mittelklinge und erinnern der Form nach an einen liegenden Halbmond, aus dem die Mittelklinge ragt. Sind die Seitenklingen auf ihre Ansätze reduziert, so werden sie behackte Ohren genannt.
Mit den beiden Seitenklingen ist es bei geschickter Anwendung möglich, den Gegner zu entwaffnen bzw. seine Waffe einzuklemmen. Zusätzlich verhindern die beiden Seitenklingen das zu tiefe Eindringen der Partisane in den Gegner, was das anschließende Herausziehen der Waffe erleichtert. Der stabile und wuchtige Aufsatz ermöglicht es dem Anwender, leichte bis mittlere Rüstungen zu durchdringen.

## Heutiger Gebrauch
Heute werden Partisanen nur noch als Paradewaffe und zeremonielle Waffen verwendet, wie bspw. von den Yeomen of the Guard, die zeremoniellen Leibwachen des britischen Monarchen. In der Päpstlichen Schweizergarde führen die Vizekorporale und Korporale fallweise noch die Partisane, jedoch in unterschiedlicher Ausführung: die Partisanen der Vizekorporale besitzen gerade Seitenklingen, die Seitenklingen der Korporale sind nach oben gebogen.
Namensgebend ist die Partisane bei der Partisaner Garde zu Hall in Tirol, einer Ehrengarde, die das Allerheiligste bei Prozessionen durch die Stadt Hall begleitet.

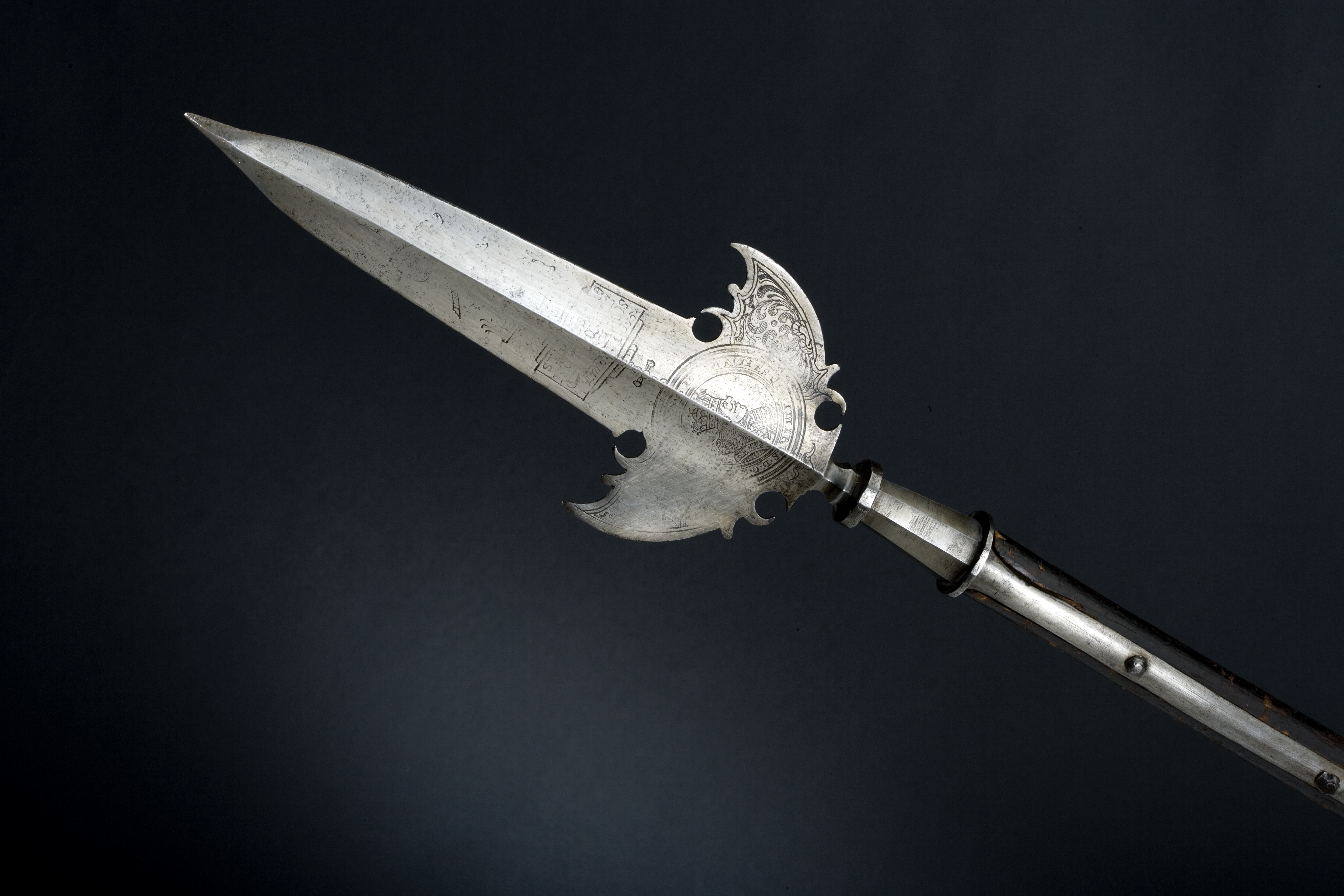
Offizierspartisane (17. Jahrhundert)
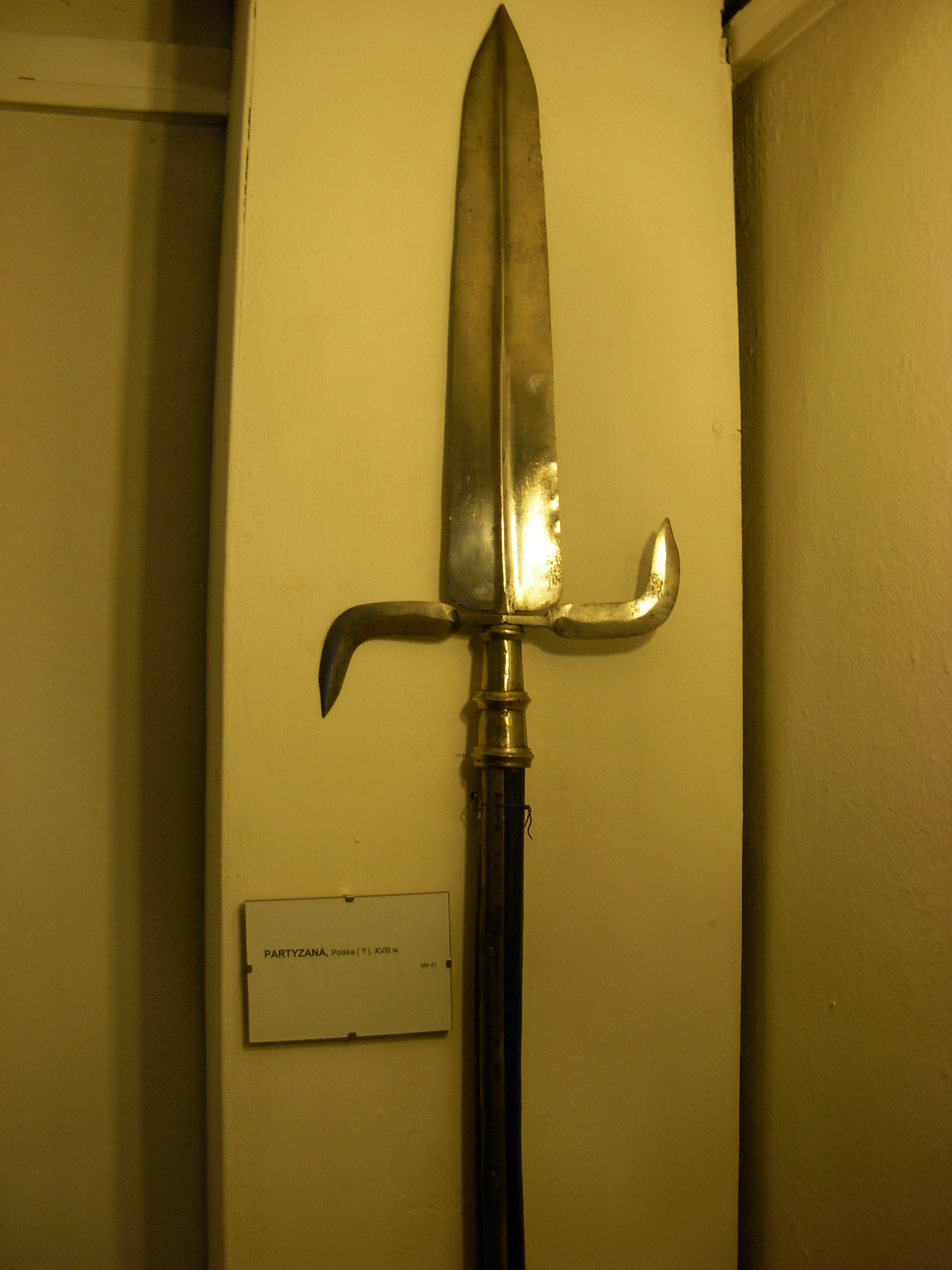
Partisanenklinge (18. Jahrhundert)
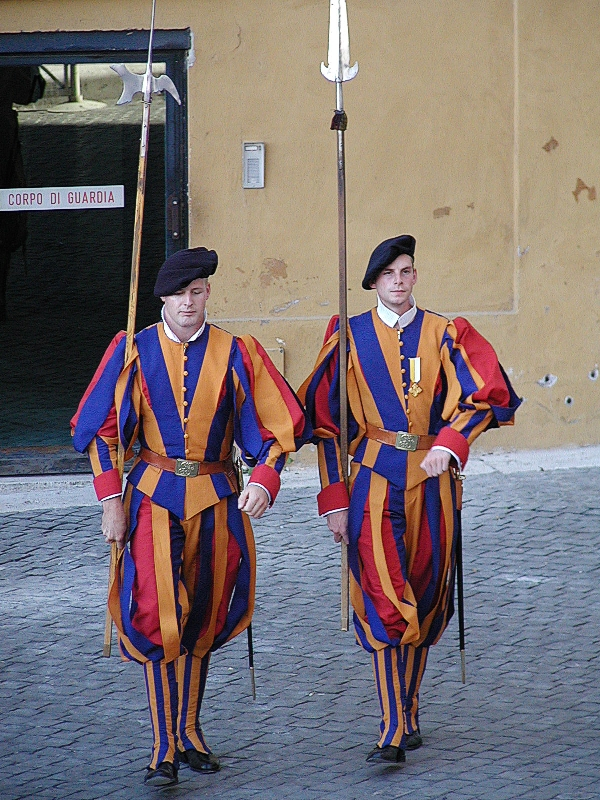
Korporal mit Partisane (rechts) und Hellebardier (links) der Schweizergarde
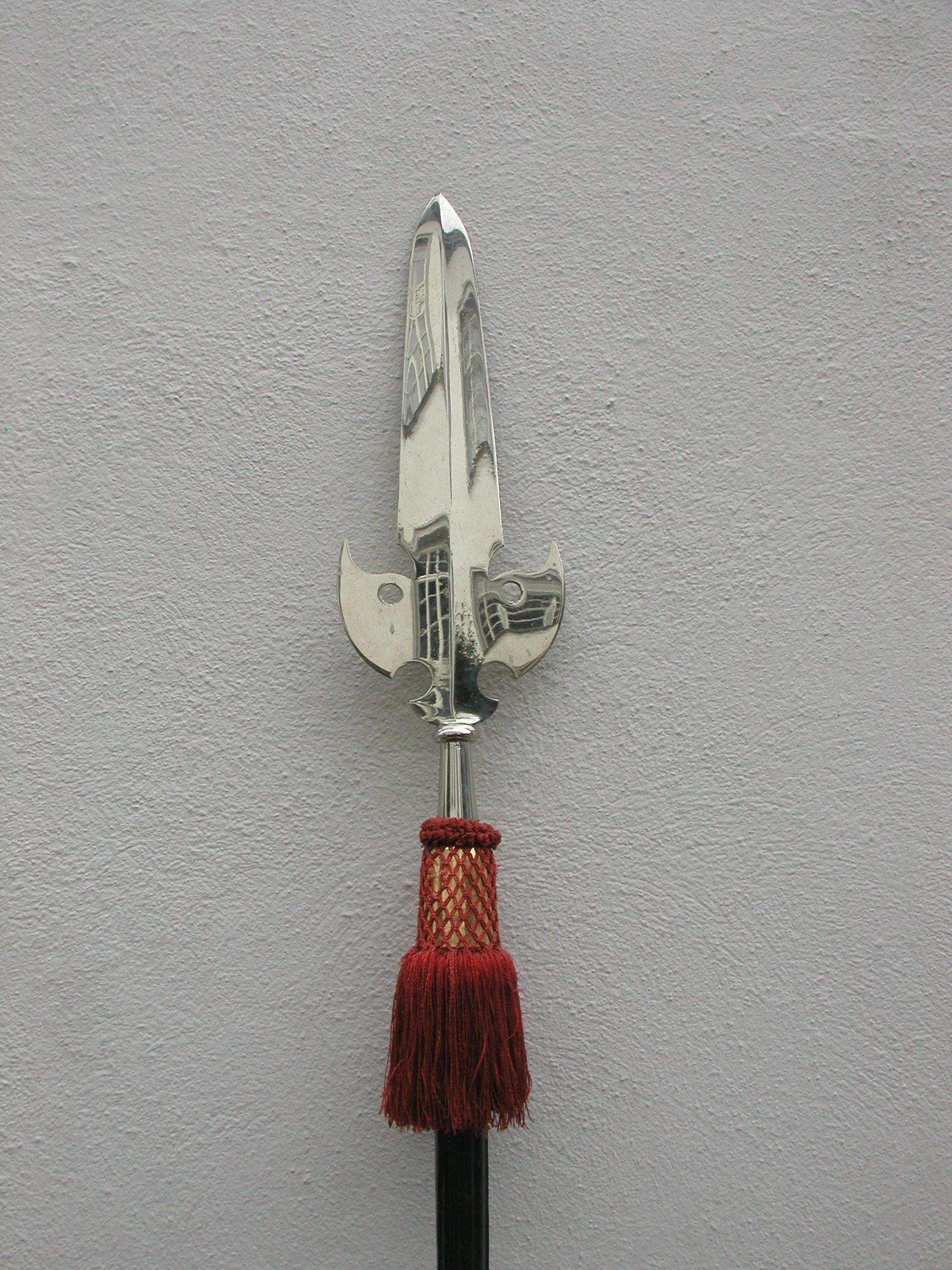
Partisane der Partisaner Garde zu Hall in Tirol
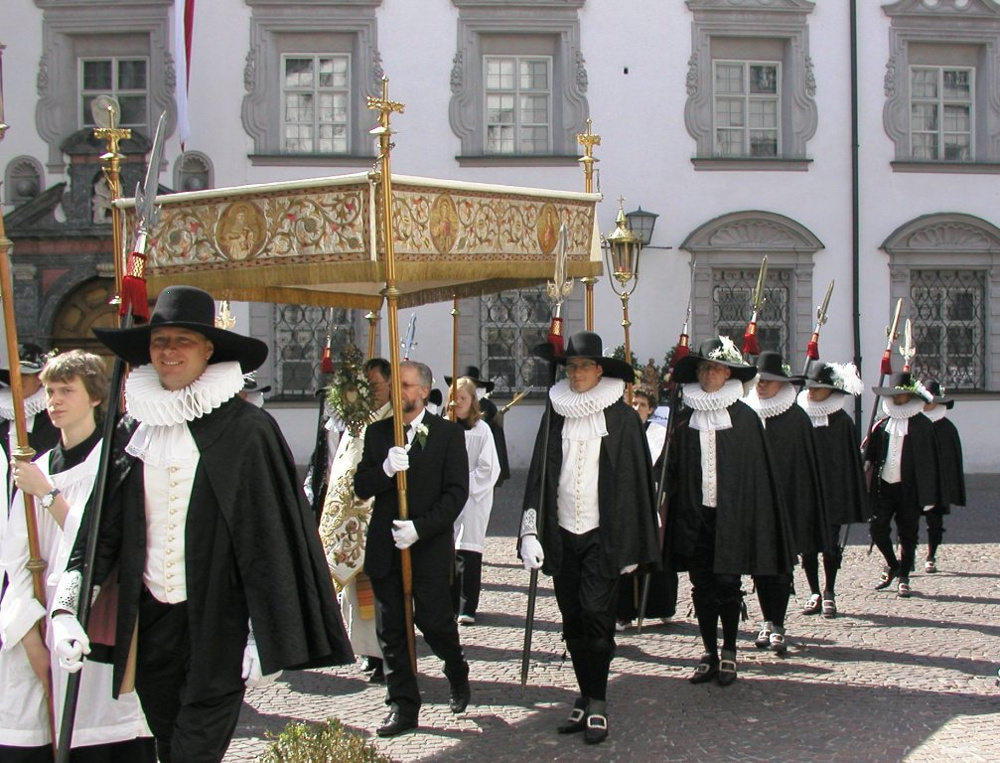
Partisaner Garde zu Hall in Tirol
Partisane, irrtümlich als Lilie interpretiert, im Wappen von Hohenroth